# Altstadtrathaus in Thorn
Koordinaten: 53° 0′ 37,9″ N, 18° 36′ 15,7″ O

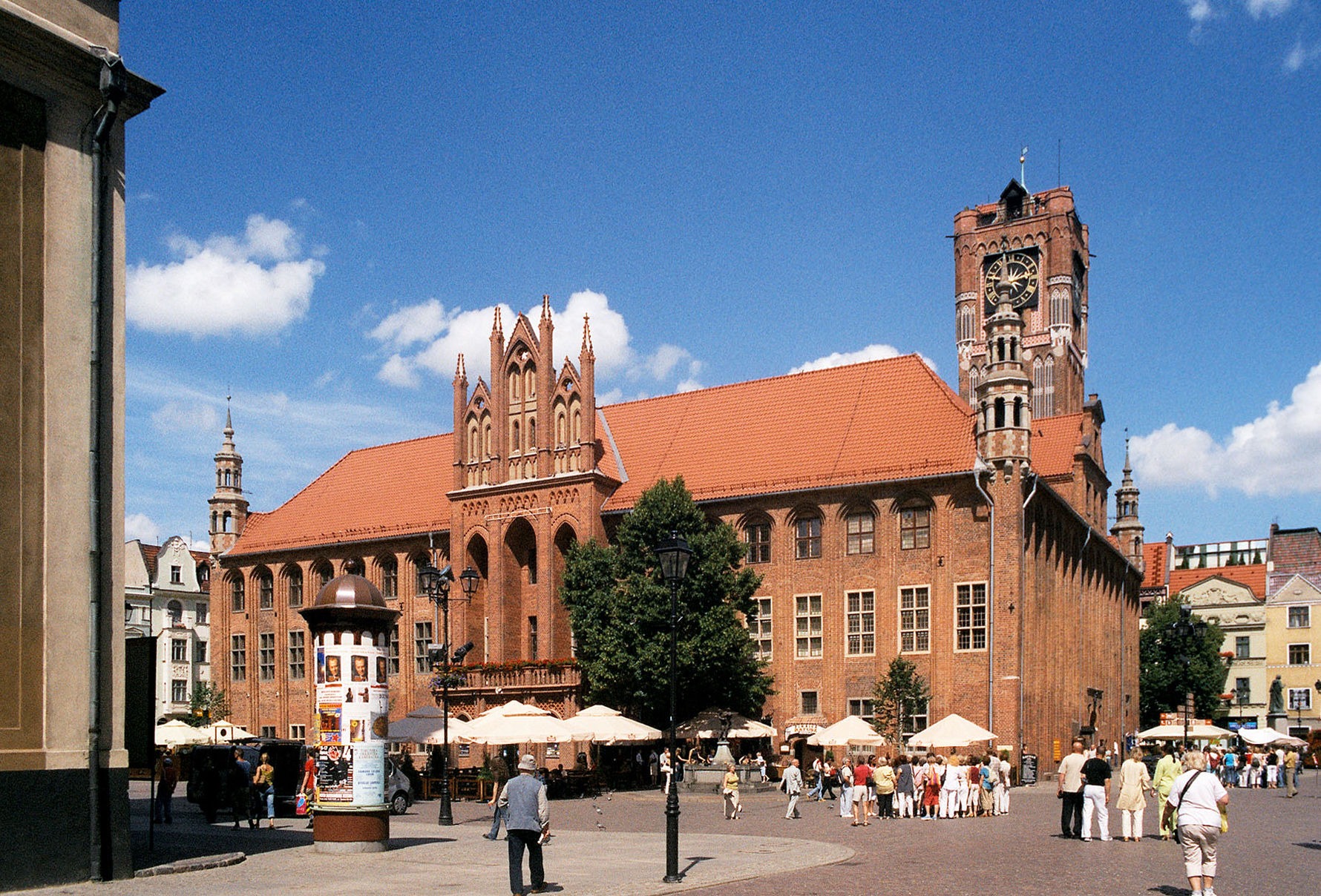
Westseite des Rathauses

Das Altstadtrathaus in Thorn (polnisch Ratusz Staromiejski w Toruniu) ist der wichtigste Profanbau der Thorner Altstadt, ein gotisches Gebäude, das stufenweise im Verlauf des 13. und 14. Jahrhunderts errichtet und nach Zerstörungen im 18. Jahrhundert wieder aufgebaut wurde. Es gilt als ein hervorragendes Beispiel der bürgerlichen Architektur des Mittelalters in Mitteleuropa und ist der Hauptsitz des Bezirksmuseums in Thorn.
Das Rathaus befindet sich in dem Altstadtkomplex, auf dem Altstädter Markt.

## Geschichte

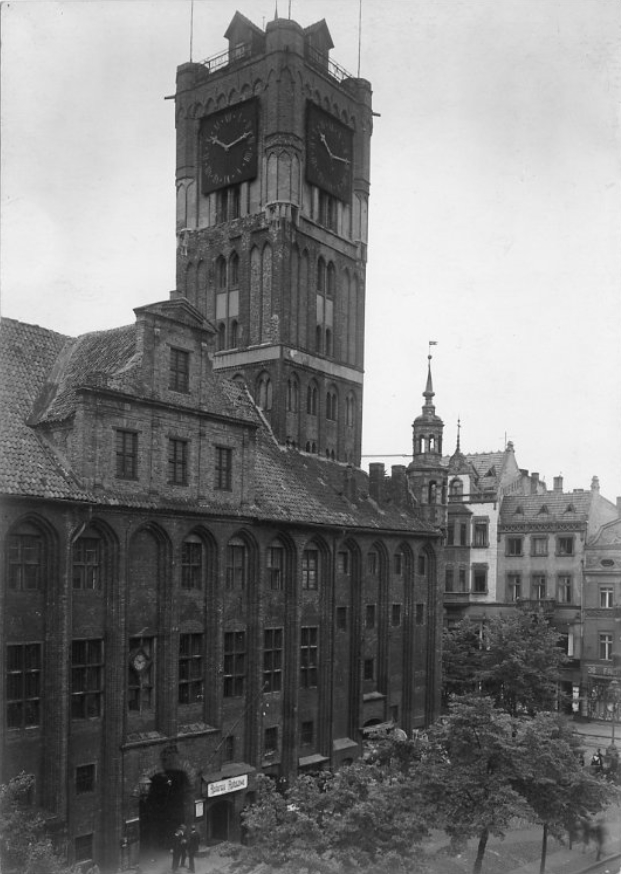
Das Rathaus in der Zwischenkriegszeit

Die ursprüngliche Bebauung des inneren Ringblocks erfolgte schrittweise im Laufe des 13. und 14. Jahrhunderts. Das Tuchhallen beherbergende Kaufhaus (domus forensis) wurde wahrscheinlich auf der Stelle des derzeitigen Westflügels aufgrund eines im Jahre 1259 vom Landmeister Preußens Gerhard von Hirzberg verliehenen Privilegs errichtet. Das nächste Privileg zum Bau des Turms, Marktstände und Brotbänke auf der Stelle des heutigen Ostflügels des Rathauses datiert aus dem Jahr 1274. Laut Rekonstruktion von E. Gąsiorowski bestand die Bebauung des Altstädter Markts am Ende des 13. Jahrhunderts aus zwei länglichen, parallelen Gebäuden. Auf der Westseite befand sich das zweigeschossige Kaufhaus und die Brotbänke. Die Giebel der beiden Gebäude waren durch Kurtinen verbunden. Auf der Südseite war der 1385 um zwei Stockwerke erweiterte Turm an die Brotbänke und Brotstände angeschlossen und ist in dieser Form bis heute erhalten.
Die jetzige Form verdankt das Rathaus hauptsächlich der Bauinvestition aus den Jahren 1391–1399, die im gotischen Stil wahrscheinlich vom polnischen Ratsbaumeister Meyster Andris aufgrund eines 1393 vom Hochmeister Konrad von Wallenrode erteilten Privilegs geleitet wurde (das Privileg wurde erst während des Bauablaufs erteilt). Damals wurden die alten Geschäftsgebäude abgerissen und lediglich der Turm hinterlassen. Die administrativen, geschäftlichen und richterlichen Aufgaben wurden in einem Gebäude zusammengeführt, was zu jener Zeit in Europa eine außergewöhnliche Lösung war. Das Rathaus war ein vierflügeliges, rechteckiges Gebäude von 44 × 52 m Abmessung. Sein Innenhof war über vier Durchgangstore in der Mitte jeden Flügels erreichbar. Der Turm wurde nach dem flämischen Vorbild (Belfried) aufgebaut und mit einem hohen gotischen Spitzhelm bekrönt, der zum kennzeichnenden Merkmal des ehemaligen Stadtpanoramas wurde (er wurde 1703 zerstört).

Lage des Rathauses auf dem Altstadtplan

Die manieristische Umgestaltung in den Jahren 1602–1605 auf Initiative des Bürgermeisters Heinrich Stroband und wahrscheinlich nach einem Entwurf von Anton van Obberghen bestand in einer Aufstockung des Gebäudes um eine Etage. Der gotische Charakter des Rathauses ging jedoch nicht verloren, weil die verlängerten gotischen Nischen im Spitzbogen geschlossen wurden. Beim Umbau wurden dagegen die von der Danziger Architektur bekannten Elemente eingeführt – aufgehängte Ecktürmchen und niederlandisierende Dekoration der Giebel in der Mitte jeden Flügels. Die Renovierung des Thorner Rathauses ist ein interessantes Zeugnis für den Respekt des manieristischen Architekten für die gotische Form.
Während der Belagerung der Stadt 1703 durch die schwedischen Truppen kam es zu einem Großfeuer im Rathaus, bei dem fast die ganze Inneneinrichtung zerstört wurde. Die Giebel brachen ein, und das Gebäude blieb bis 1722 ohne Dach. Beim Wiederaufbau 1722 bis 1737 wurden die Giebel neu errichtet und die Innenräume restauriert. Auf der Westseite wurde ein Risalit in einer spätbarocken Form angebaut, um die einsturzgefährdete Wand zu verstärken. Es gab auch ein von G. B. Cocchi ausgearbeitetes Umbauvorhaben des ganzen Rathauses im Stil des Spätbarock. 1869 wurde der barocke Risalit durch einen bis heute erhaltenen neogotischen Risalit ersetzt. Im 19. Jahrhundert wurde auch ein Teil der Innenräume umgebaut.
Von 1957 bis 1964 wurden das Gebäude umfangreichen Renovierungsarbeiten unterzogen und für die Nutzung als Museums angepasst. Zu den wichtigsten Arbeiten gehörten die Verstärkung der Mauern und Gewölbe, die Wiederherstellung des alten Aussehens der Innenräume, indem die Trennwände aus dem 19. Jahrhundert abgerissen wurden. Ebenfalls wurden manche mittelalterliche architektonische Elemente freigelegt, die zu einem späteren Zeitpunkt zugemauert wurden. Damals wurde auch der Holzdachstuhl aus dem 18. Jahrhundert durch einen Dachstuhl aus Stahl ersetzt.
2003 bis 2005 wurden der Turm und alle Fassaden (auch die vom Innenhof) saniert. Bei den vier Ecktürmchen wurde das farbige Maßwerkdekor nachgebildet, die Aussichtsterrasse und die Uhr wurden restauriert. Das Dach wurde renoviert und die Beleuchtung wurde installiert.

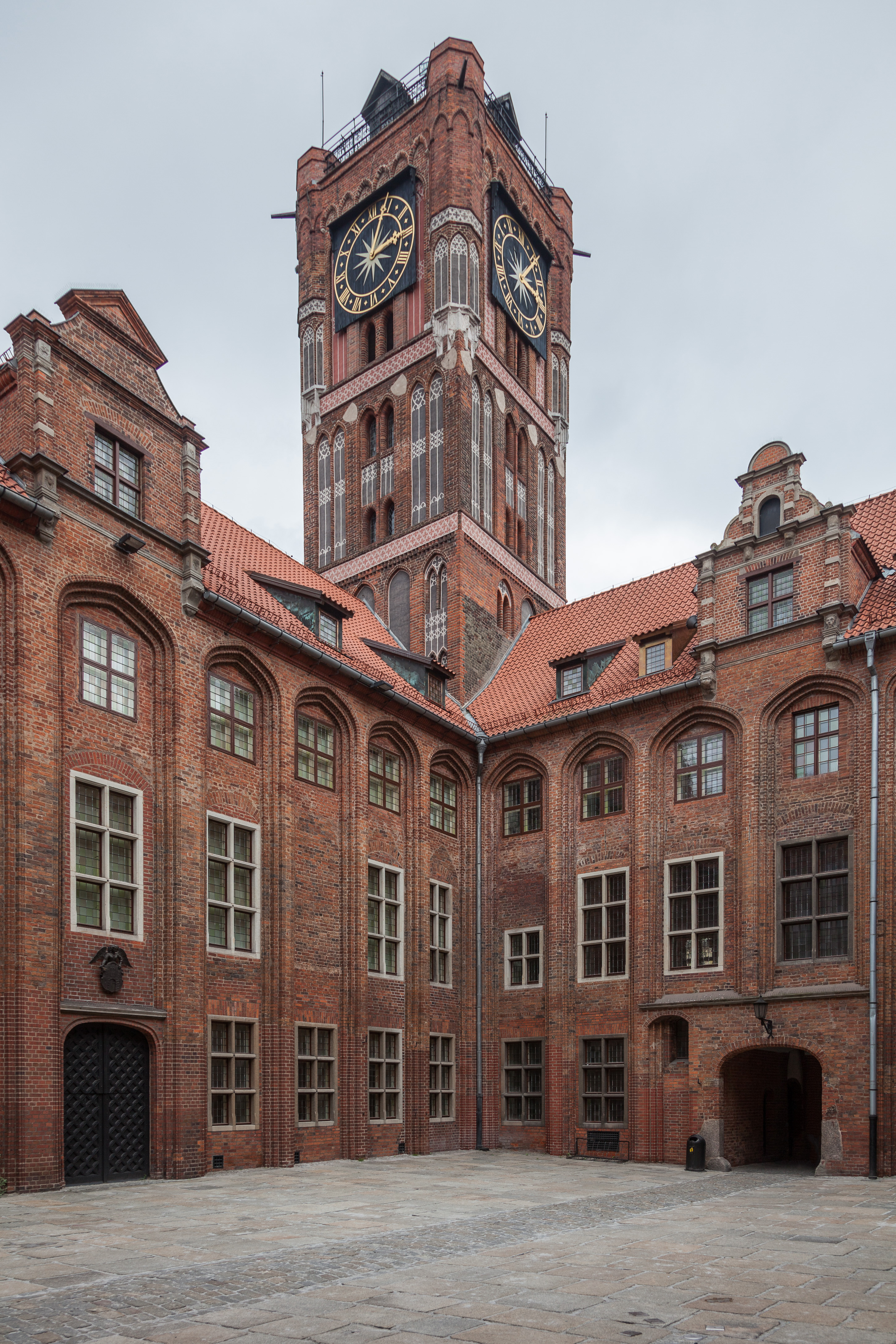
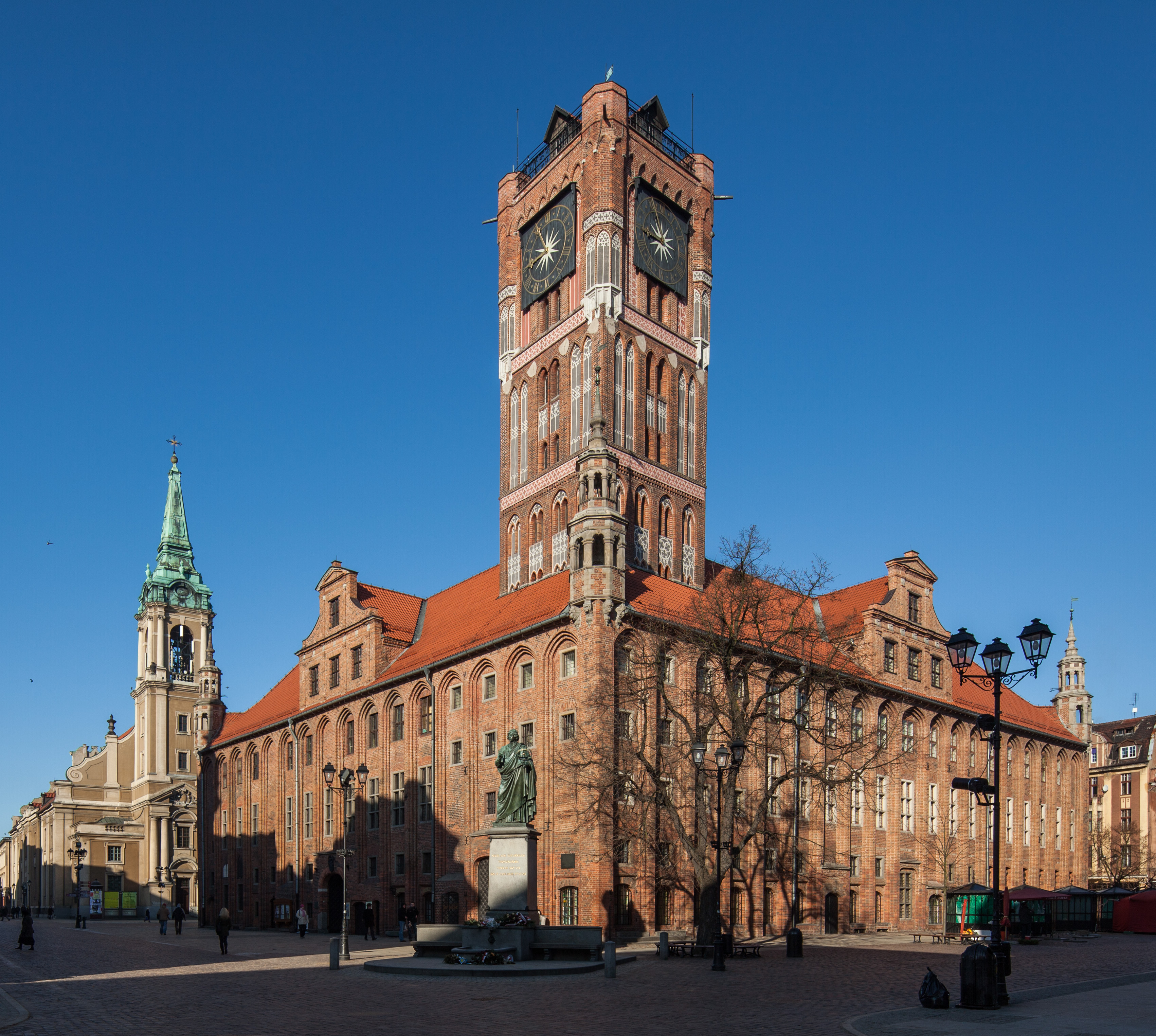
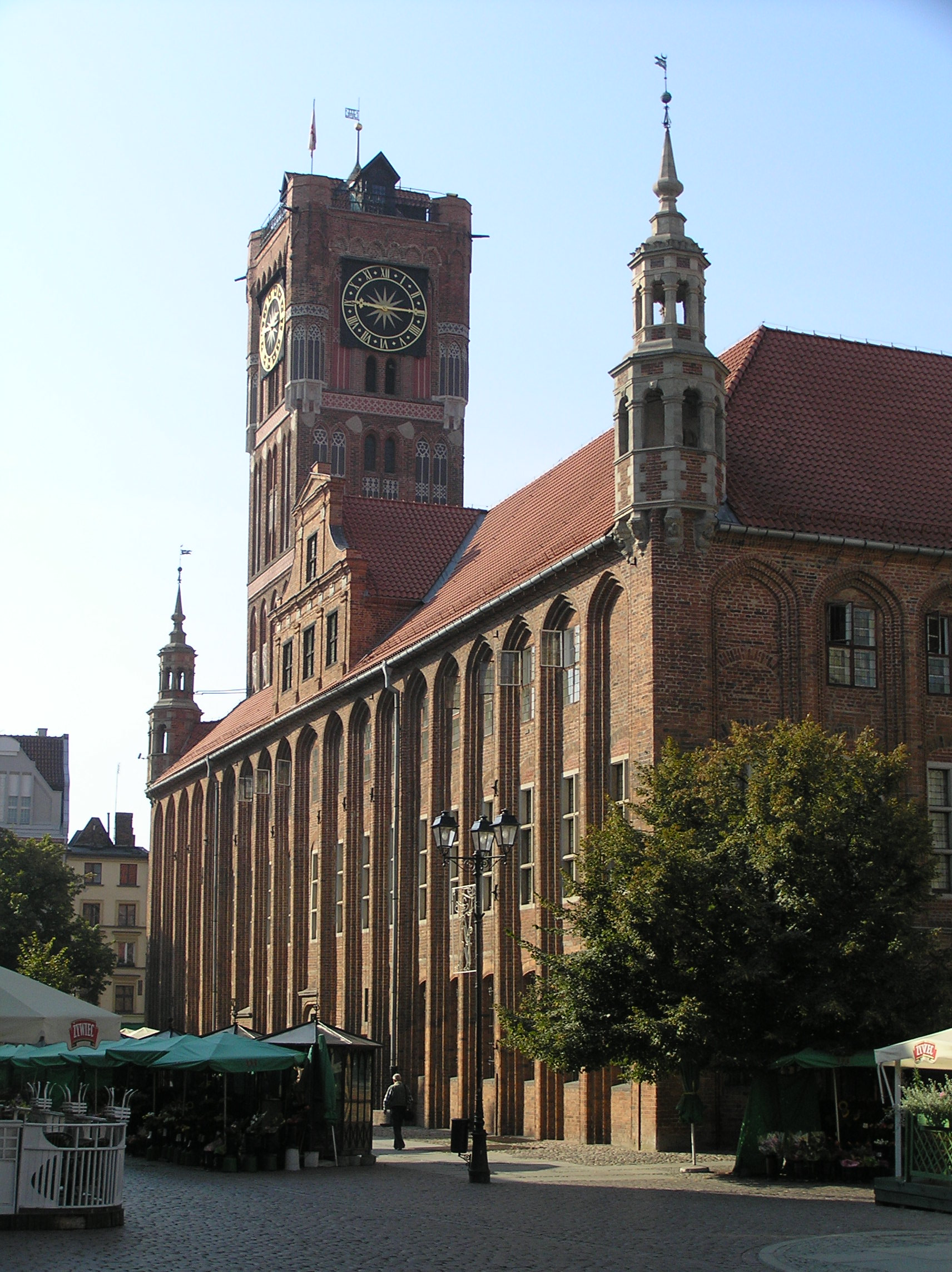
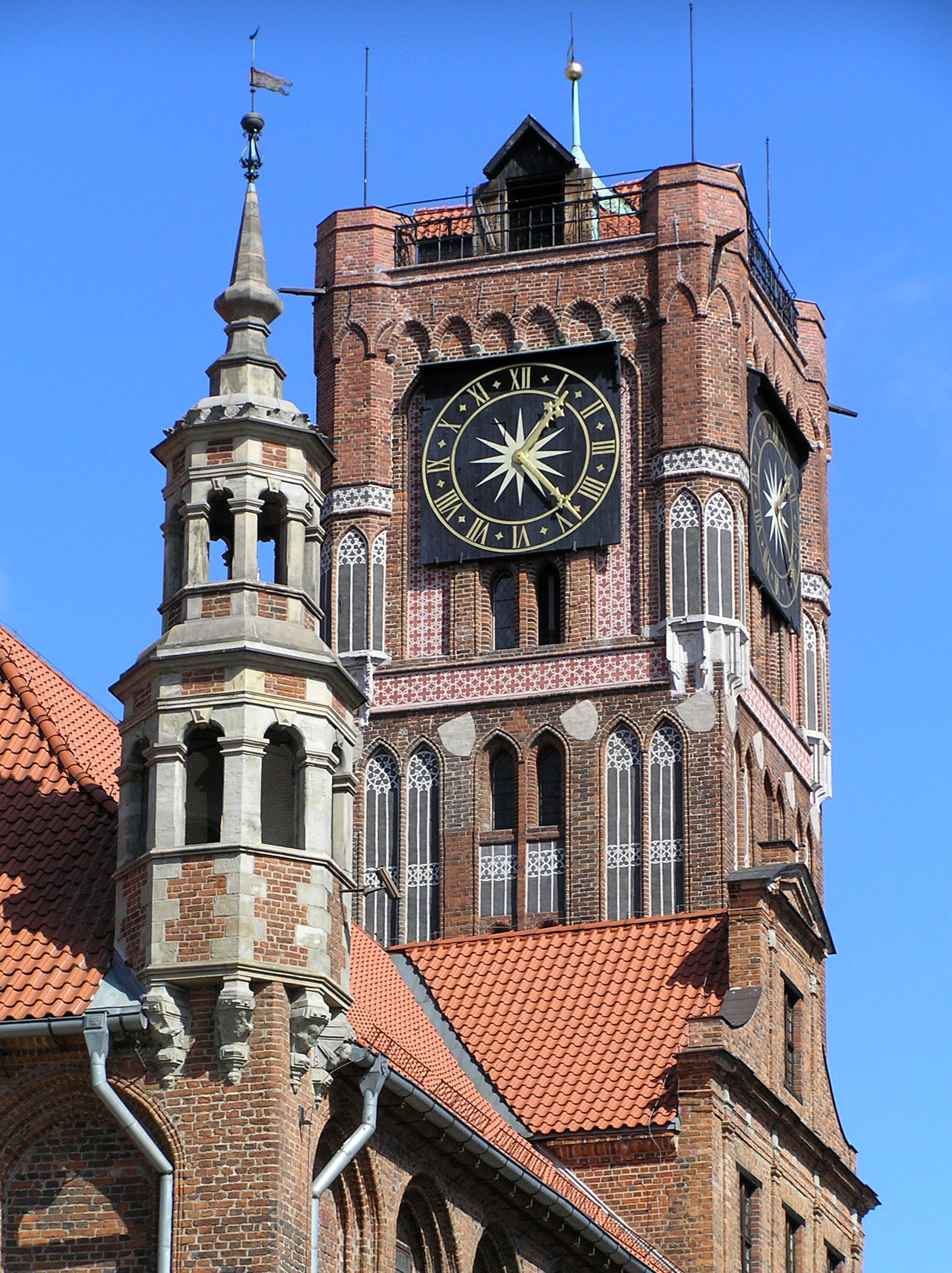
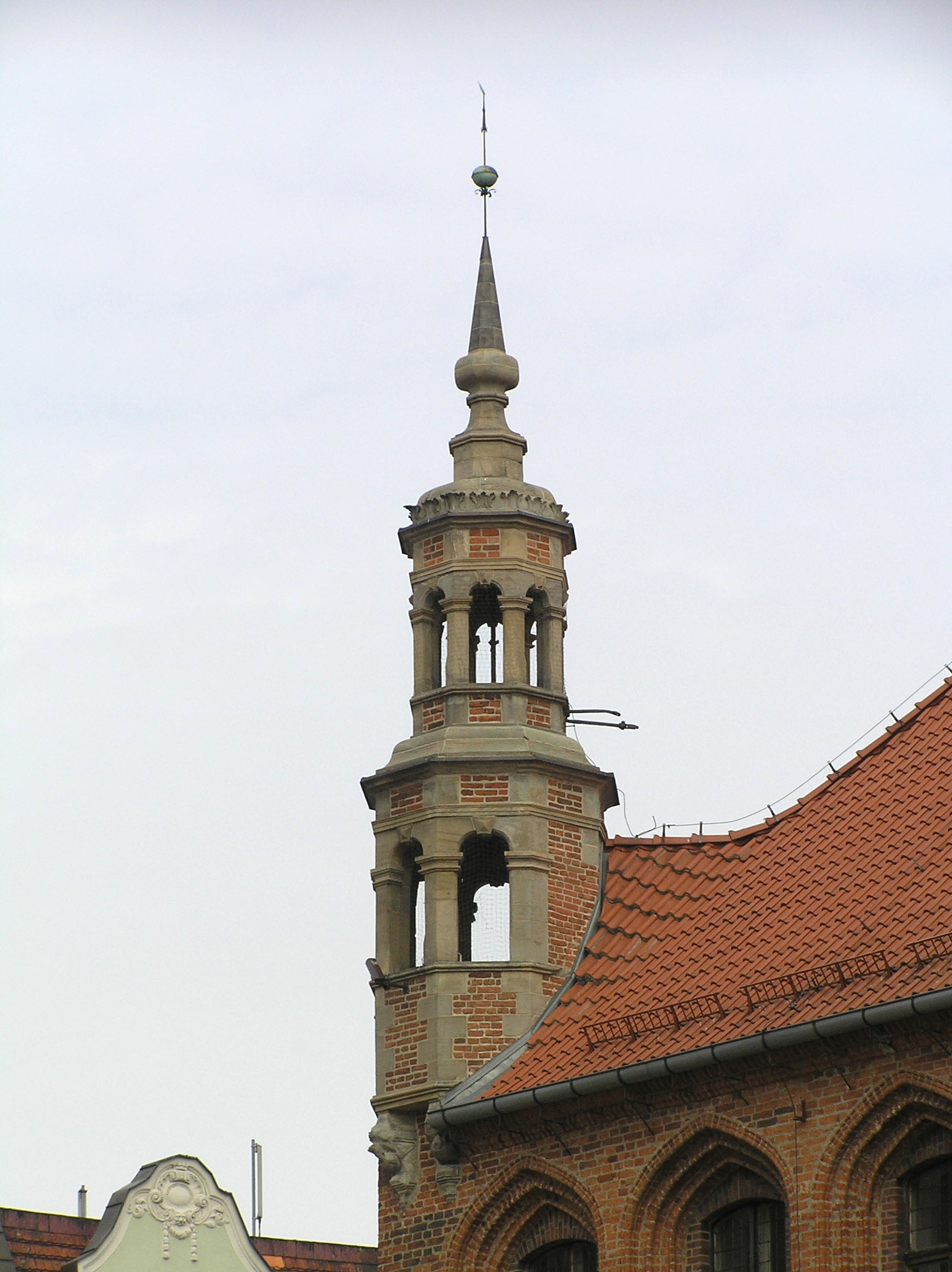
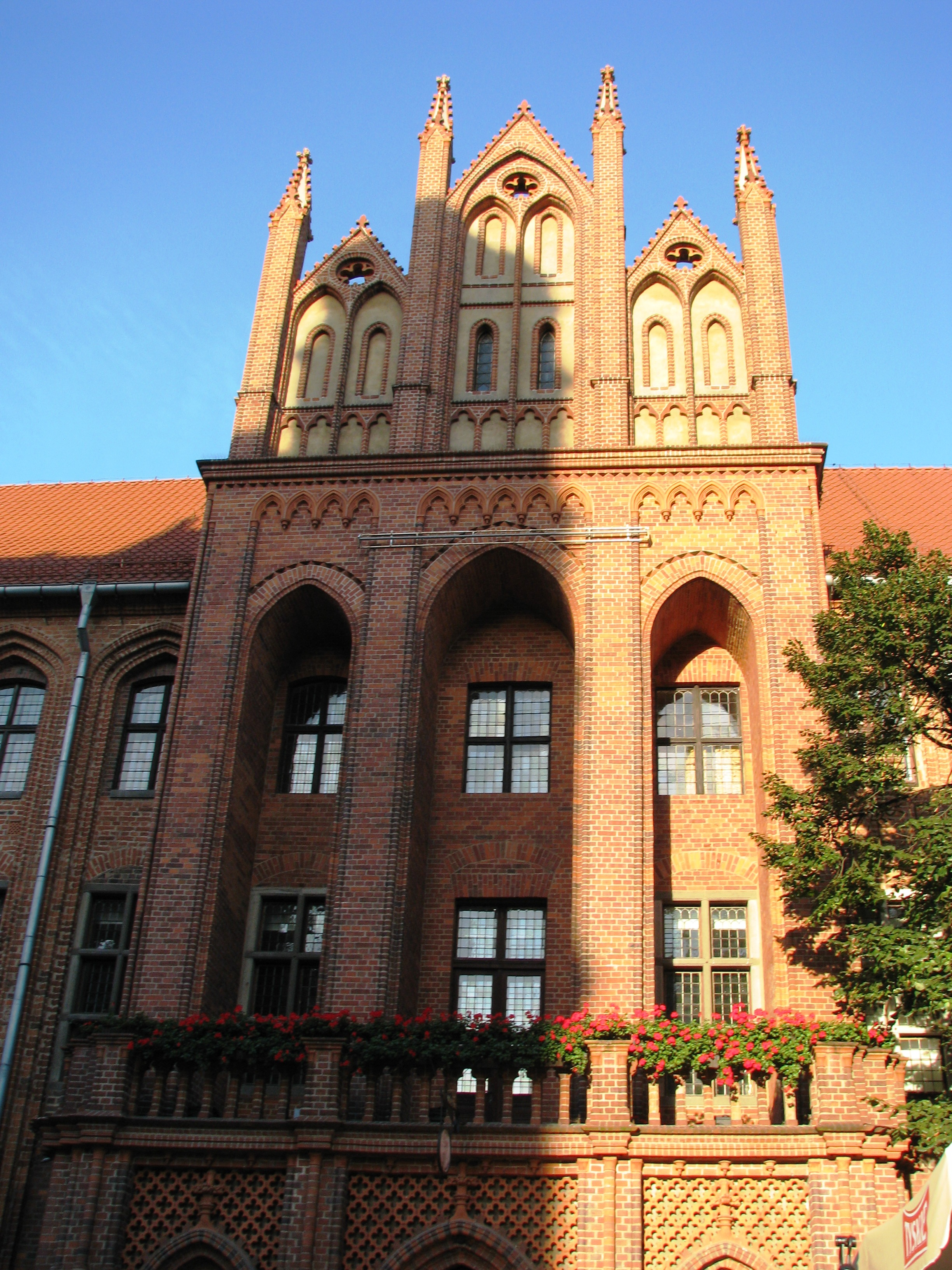
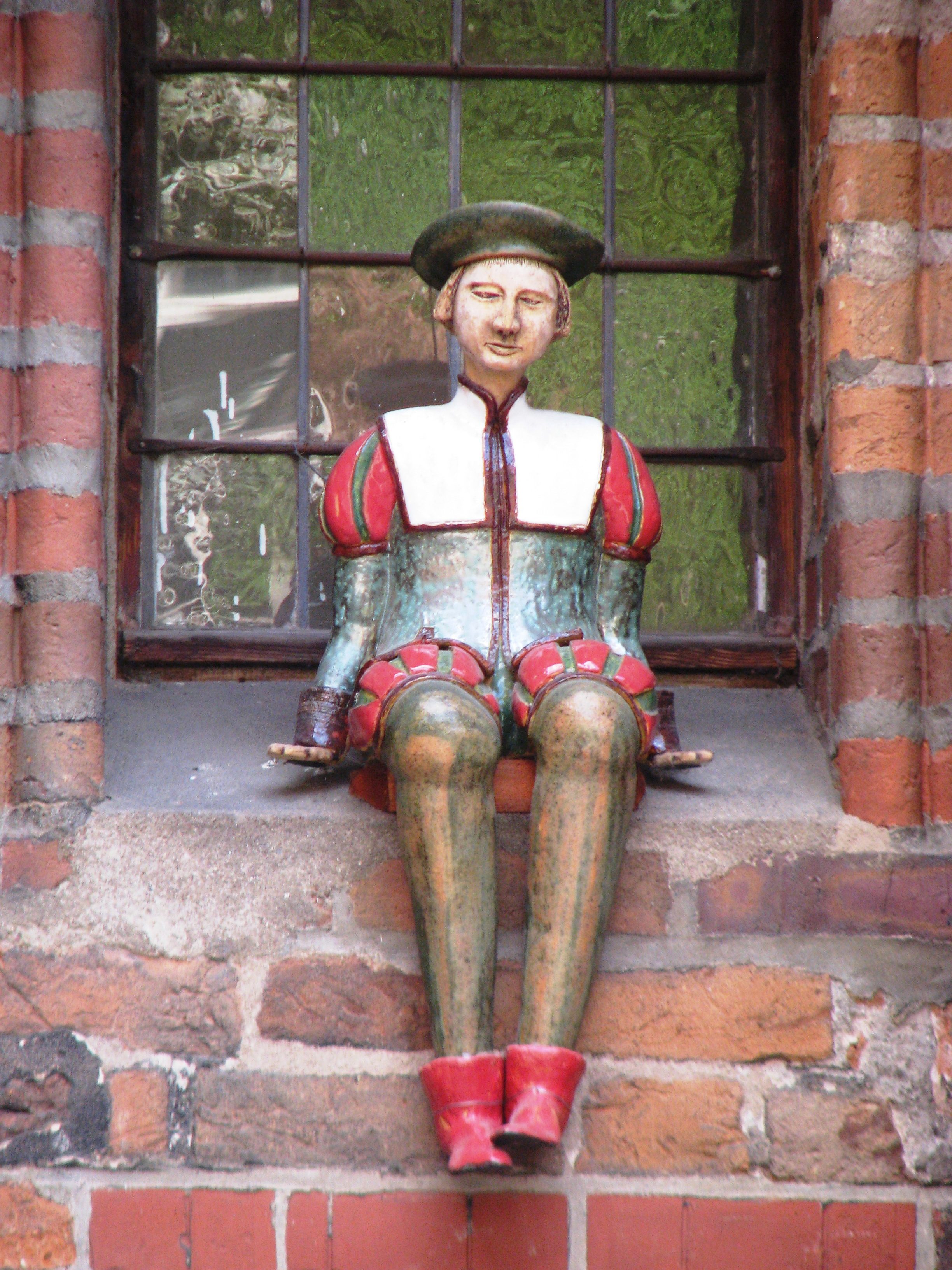

## Charakteristik
Das Altstadtrathaus befindet sich nahe der Mitte des Altstädter Markts und ist leicht nach Osten versetzt. Es wurde auf einem Rechteckgrundriss von 44 × 52 m mit einem Innenhof gebaut. Am Zusammenfluss vom Süd- und Ostflügel erhebt sich ein vierseitiger, typisch flämischer Turm (Belfried). Alle Flügel und Innenhof sind unterkellert. Die Kellergewölbe unter dem Ostflügel ruhen auf massiven Steinsäulen. Die Artikulation aller Fassaden (einschließlich auf der Hofseite) ist harmonisiert und besteht aus hohen, engen Nischen mit stark profilierten Ecken, die im abgeflachten Spitzbogen geschlossen sind und sich über die gesamte Höhe des Gebäudes erstrecken. Die Ecken sind durch die überhängten achtseitigen zweistöckigen Türmchen hervorgehoben, auf den Flügelachsen befinden sich Mansarden mit bescheidenen Barockgiebel und einem manieristischen Dekorrest.
Im Erdgeschoss des Ostflügels befanden sich die sogenannten „reichen Verkaufsstände“ und Brotbänke, und im Westflügel befanden sich die Tuchhallen. In der nordöstlichen Ecke befindet sich ein Raum mit der ehemaligen Stadtwaage, im Nordflügel, östlich vom Übergang befindet sich der vormalige Gerichtssaal. Die meisten Räumlichkeiten im Erdgeschoss sind mit einem Gewölbe versehen – die Brotbänke mit einem Kreuzrippengewölbe, die Tuchhallen, Waage und Gerichtssaal mit einem Dreiecksgewölbe. Die Außentrakte jedes Flügels (sowohl auf der Markt-, als auch Hofseite) wurden mit kleinen von innen eingebauten Verkaufsbuden besetzt, die ursprünglich nur nach draußen offen standen und keine Verbindung mit anderen Räume im Erdgeschoss hatten. Dies erforderte die besondere Beleuchtungsweise der Räume, die sich in der Mitte der Flügeln befinden (der Brotbänke, Tuchhallen und anderen) – durch die oberhalb der Dächern von Verkaufsbuden eingebaute Fenster.
Der erste Stock wurde für repräsentative Zwecke vorgesehen und war als Ratssaal genutzt, ein Raum in dem sich der Stadtrat versammelte. Die reiche Verzierung aus den Jahren 1602–1603, die durch Feuer in 1703 zerstört wurde, bestand aus Wandtäfelungen mit Gemälde des Danziger Malers Anton Möller und einer Deckenmalerei. Die Saalausstattung könnte vermutlich mit der Ausstattung des Roten Saals im Rechtstädtischen Rathaus von Danzig vergleichbar sein. Der größte Raum auf diesem Stock, der Große Bürgersaal, konnte wichtige Stadtveranstaltungen beherbergen und war auch zur Bewirtung von Königen gedacht. Dort wurden auch die Versammlungen des Preußischen Landtags abgehalten. 1645 fand dort das Gespräch zwischen Protestanten und Katholiken statt, das als das Thorner Religionsgespräch bekannt wurde. In der nordöstlichen Ecke befindet sich der Königssaal, wo am 17. Juni 1501 König Johann Albrecht starb. Auf dem Stock sind viele aus dem Wiederaufbau im 18. Jahrhundert stammende Portale und Holztüren erhalten, die mit Intarsien verziert wurden (z. B. die Tür zum Ratssaal aus dem Jahr 1735 mit Figuren von Minerva und Apollon und die Tür zum Königssaal aus dem Jahr 1767 mit der Figur von König Stanisław II. August).

Der zweite Stock wurde in den Jahren 1602–1605 hinzugefügt und diente als Arsenal, aber auch Bibliothek; sie brannte 1703 ab.

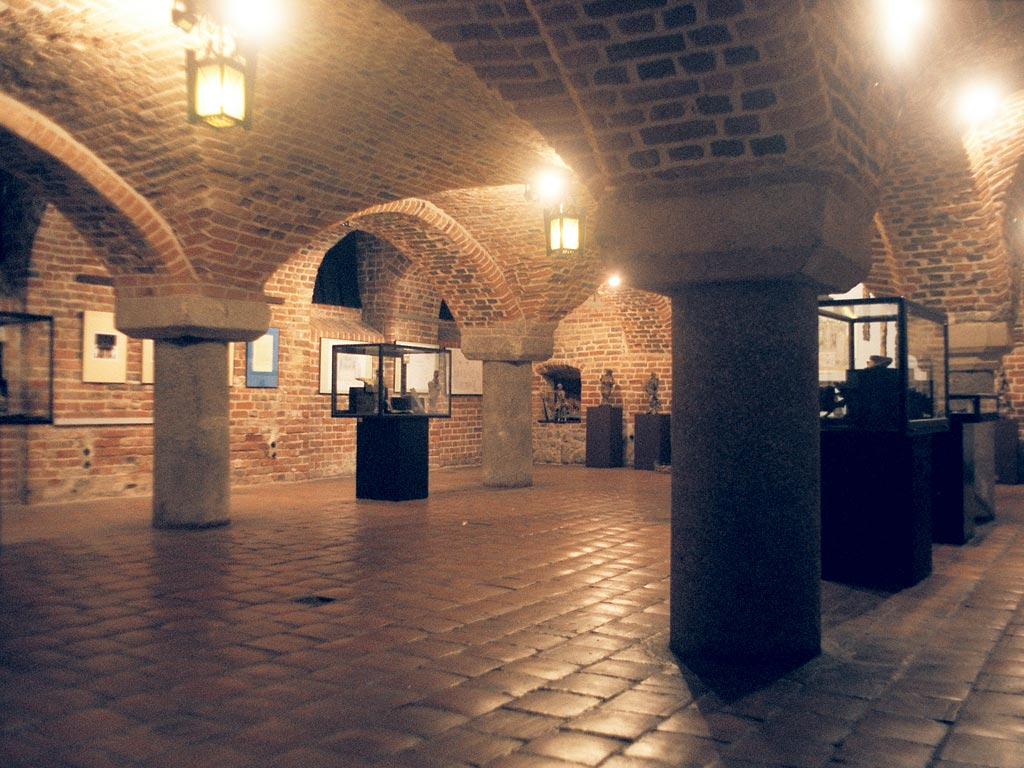
Der Danziger Keller im östlichen Flügel
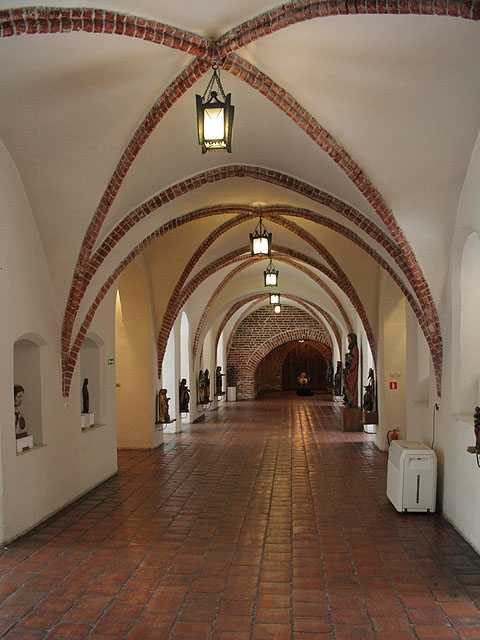
Ehemalige Brotbänke im Erdgeschoss des östlichen Flügels, jetzt Gotik-Kunst-Galerie
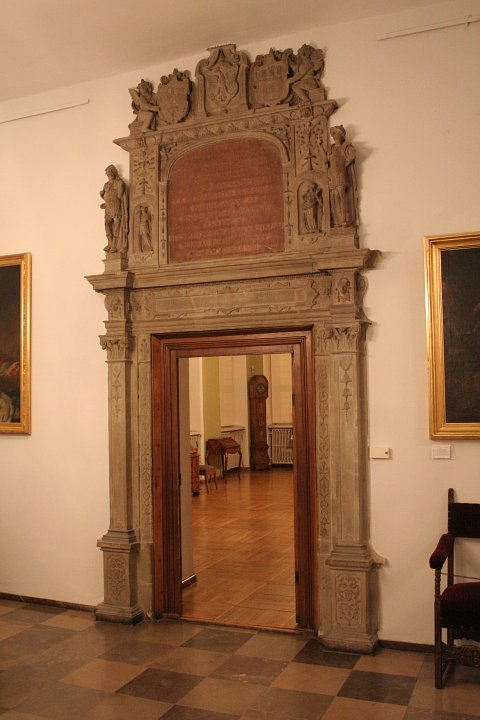
Das während des Umbaus in den Jahren 1602–1605 eingerichtete Portal des Königssaals
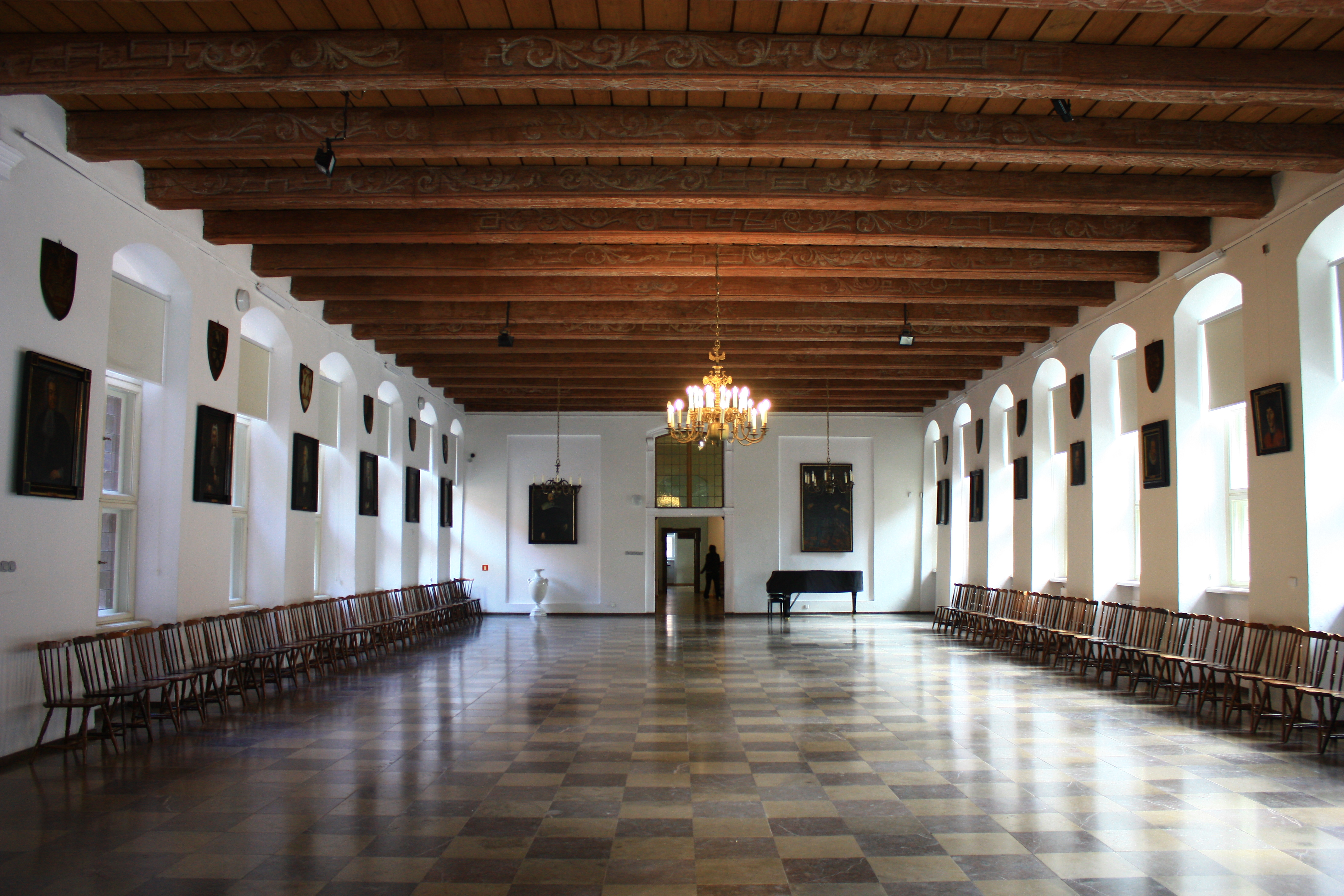
Großer Saal (Bürgersaal)
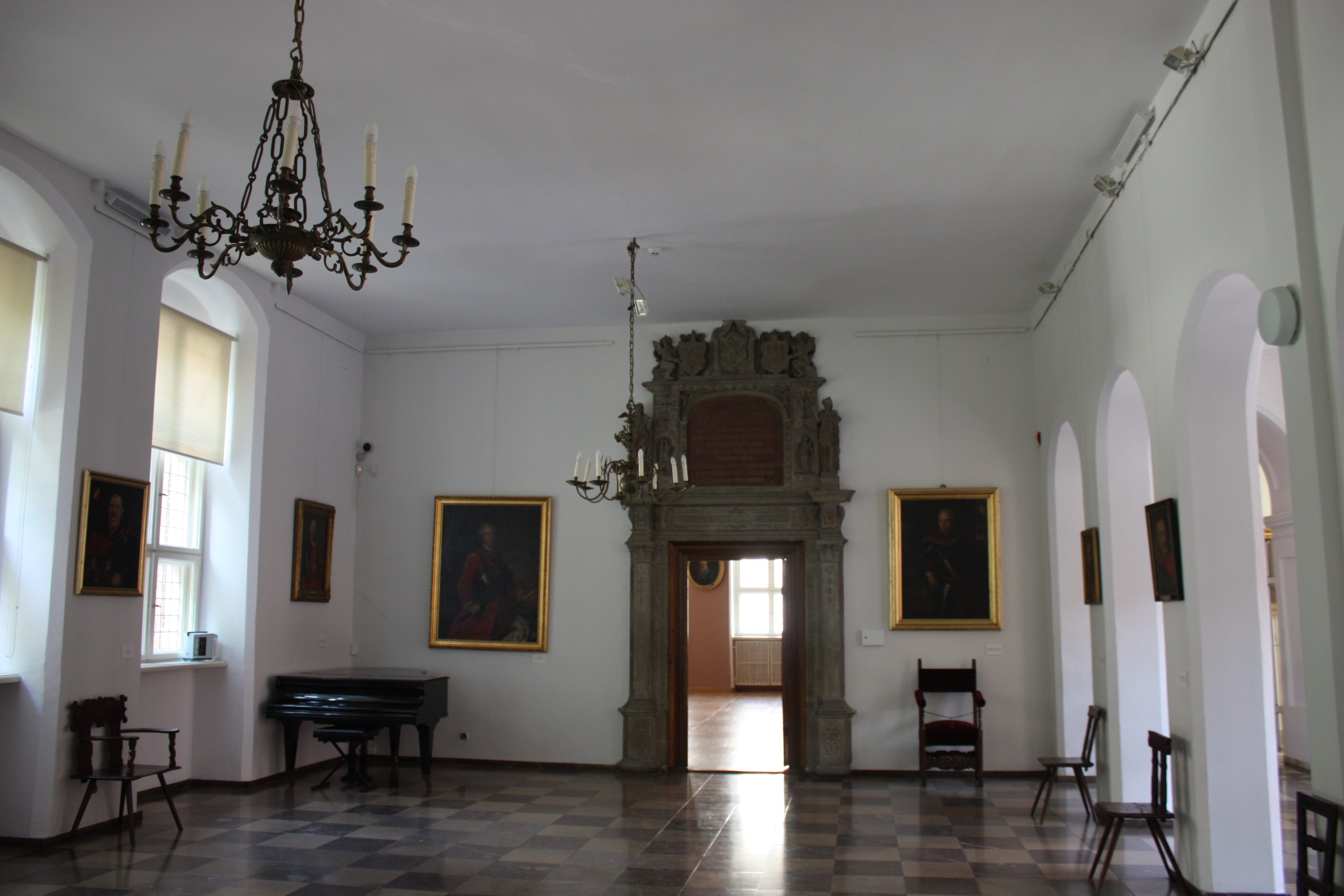
Der Empfangsraum vor dem Königssaal
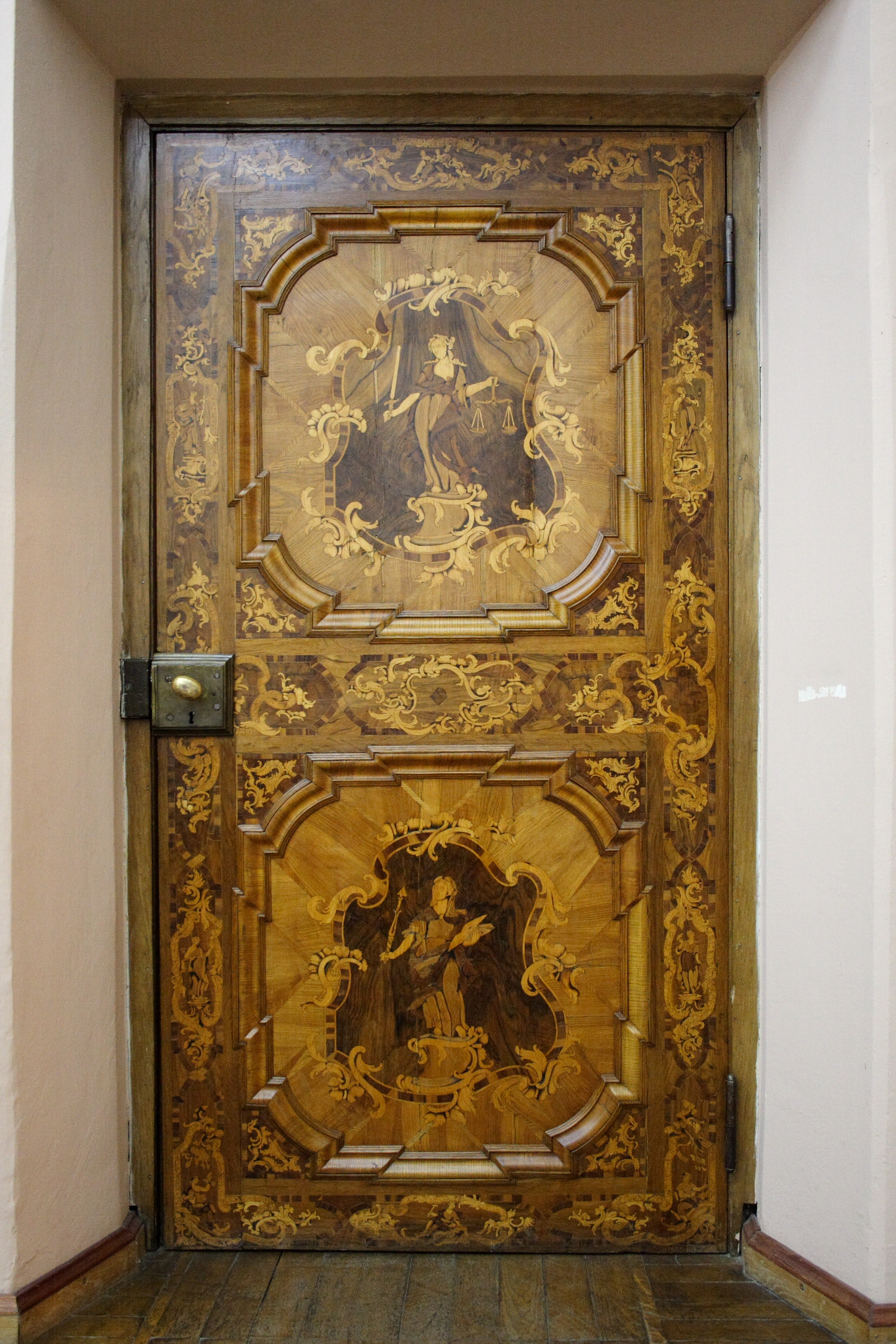
Die 1760 geschaffene intarsierte Rokoko-Tür zum Gerichtssaal

## Sammlungen
Das Rathaus ist heute der Hauptsitz des Bezirksmuseums. Im Erdgeschoss des östlichen Flügels wurden gotische und spätgotische Kunstwerke vor allem aus Thorn und Schlesien (Brieg, Breslau) gesammelt. Zu den wertvollsten Stücken der Sammlung gotischer Kunst gehören die Glasmalereien aus dem 14. Jahrhundert, die aus den Kirchen in Thorn und Culm stammen. Im westlichen Flügel befinden sich die Sammlungen des mittelalterlichen und neuzeitlichen Kunsthandwerks, einschließlich die Lebkuchenformen aus Holz aus dem 17. und 18. Jahrhundert und Fragmente der Steindekoration aus der Ordensburg. Der erste Stock dient hauptsächlich als Galerie der neuzeitlichen und modernen Malerei. Der Bürgersaal beherbergt die Galerie von Thorner bürgerlichen Porträts vom 16. – 18. Jahrhundert (Porträts von Nikolaus Kopernikus, Henryk Stroband und die von Bartholomäus Strobel gemalten Porträts), außerdem Gemälde von bekannten polnischen Malern wie Jan Matejko, Witkacy, Konrad Krzyzanowski, Jacek Malczewski, Julian Falat. In der zweiten Etage finden Wechselausstellungen statt.